# Richard Stockton (Politiker, 1730)

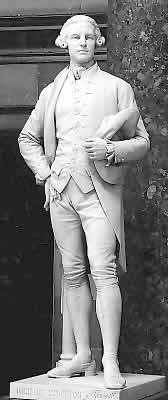
Richard Stockton, Statue in der National Statuary Hall Collection.

Richard Stockton (* 1. Oktober 1730 in Morven in Princeton, Provinz New Jersey, Königreich Großbritannien; † 28. Februar 1781 ebenda) war ein britisch-US-amerikanischer Jurist, Mitglied der Legislative und gilt als Mit-Unterzeichner der Unabhängigkeitserklärung als einer der Gründerväter der Vereinigten Staaten.

## Leben

### Kindheit und Jugend
Der Sohn von John Stockton (1674–1758) besuchte Samuel Finleys Akademie in Cecil County (Maryland), die später die West Nottingham Academy und dann ein College der Princeton University wurde. Er schloss 1748 die Akademie ab. Danach studierte er Recht bei David Ogden aus Newark, der zu der Zeit der wichtigste Jurist der Provinz war. Stockton wurde 1754 als Jurist zugelassen und stieg bald zu großer Bedeutung auf. Er war ein Langzeitfreund von George Washington. Seine Ehefrau war die Dichterin Annis Boudinot Stockton, eine Schwester des New Jerseyer Staatsmannes Elias Boudinot. Die Stocktons hatten sechs Kinder, ihr Sohn Richard Stockton wurde ein bekannter Rechtsanwalt und prominenter Anführer der Föderalisten. Zudem war Elias Boudinot mit Stocktons Schwester Hannah Stockton (1736–1808) verheiratet.
Stockton zeigte zunächst wenig Interesse an der Politik. Er schrieb einmal: „Die Öffentlichkeit ist generell undankbar und ich werde nie ihr Diener werden, bevor ich nicht überzeugt bin, dass ich durch die Vernachlässigung meiner eigenen Angelegenheiten Gott und der Menschheit einen besseren Dienst erweise.“ Stockton nahm dann trotzdem eine aktive Rolle als Treuhänder des Colleges von New Jersey ein.

### Politische Karriere
1768 hatte Stockton seine erste Berührung mit einem Regierungsamt, als er in die regierende Ratsversammlung („governing Council“) von New Jersey gewählt wurde; später (1774) wurde er in den Obersten Gerichtshof von New Jersey gewählt. Er nahm zunächst einen moderaten Standpunkt zu den Schwierigkeiten zwischen den Kolonien und dem Königreich Großbritannien ein. Er favorisierte nicht die Separation; vielmehr schlug er 1764 vor, dass einige Angehörige der Kolonien in das Britische Parlament berufen würden. Dann jedoch änderte er seine Position ein Jahr später, als die Kontroverse über das Stempelgesetz aufkam. 1774 entwarf er „einen Plan zur Selbstverwaltung für Amerika, unabhängig vom Parlament, ohne den Verzicht auf die Loyalität zur ‚Krone‘“ und sandte ihn an Lord Dartmouth. Der Commonwealth-Ansatz war für den König jedoch nicht annehmbar.
Stockton arbeitete am College, der späteren Princeton University, als Treuhänder. 1766 und 1767 gab er seine Tätigkeit zu Gunsten einer Reise nach England, Schottland und Irland auf. Während er in Schottland war, resultierten seine persönlichen Bemühungen in der Ernennung von Reverend John Witherspoon zum Präsidenten der Colleges. Witherspoons Ehefrau war dagegen, dass ihr Ehemann die Position annahm, aber ihr Einspruch wurde mit Unterstützung ihres Schwiegersohnes Benjamin Rush, der Student der Medizin in Edinburgh war, überwunden. Das war ein überaus wichtiges Ereignis in der Geschichte der höheren Bildung in Amerika.
Stockton kehrte nach Amerika zurück und wurde im folgenden Jahr, 1768, Mitglied des Exekutivrates der Provinz und 1774 auf den obersten Richterstuhl New Jerseys befördert.

### Amerikanischer Unabhängigkeitskrieg
1776 wurde Stockton in den Kontinentalkongress gewählt, wo er eine sehr aktive Rolle spielte. In diesem August, als die Wahlen für die Staatsgouvernements der neuen Nationen abgehalten wurden, erhielten Stockton und William Livingston jeweils die gleiche Anzahl von Stimmen für das Amt des Gouverneurs von New Jersey in der ersten Wahlrunde. Obgleich Livingston später die Wahl mit einer Stimme gewann, wurde Stockton einstimmig in das Amt des Obersten Richters des Obersten Gerichtshofes von New Jersey gewählt, doch er lehnte die Position ab, um im Kongress zu bleiben.
Stockton wurde, zusammen mit dem Mitunterzeichner George Clymer, mit einer anstrengenden zweimonatigen Reise nach Fort Ticonderoga, Saratoga und Albany beauftragt, um die Kontinentalarmee zu unterstützen. Bei seiner Rückkehr nach Princeton reiste er 30 Meilen ostwärts zum Zuhause eines Freundes, um dessen Familie in Sicherheit und aus der Marschroute der British Army zu bringen. Während er dort war, wurde er am 30. November 1776 mitten in der Nacht von seinen eigenen loyalistischen Landsmännern gefangen genommen. Kurz bevor Stockton gefangen genommen wurde, hatte der britische General William Howe eine Amnestie für die angeboten, die bereit waren, sich von der amerikanischen „Rebellion“ abzukehren und ihre Loyalität gegenüber Georg III. zu erneuern. Obgleich viele auf das Angebot der Amnestie eingingen, tat Stockton dies nicht und wurde nach Perth Amboy (New Jersey) in Marsch gesetzt, wo er in Eisen gelegt und als gewöhnlicher Krimineller brutal behandelt wurde. Er wurde dann in das Provost-Gefängnis in New York verlegt, wo er zusammen mit anderen Gefangenen unter dem Mangel an Nahrung und eiskaltem Wetter litt.

### Stocktons Entlassung aus der Gefangenschaft
Nach sechs Wochen brutaler Behandlung wurde Stockton entlassen – mit einer ruinierten Gesundheit.
Die Umstände von Stocktons Entlassung aus der Haft bleiben unklar, aber es gibt eine Zeugenaussage, die besagt, dass er vielleicht dem König die Treue geschworen hat. John Witherspoon schrieb seinem Sohn David im März 1777, dass Stockton „Howes Deklaration unterzeichnet und sein Ehrenwort gegeben habe, sich auch nicht im Geringsten an den amerikanischen Aktivitäten während des Krieges zu beteiligen.“
Der Kongressabgeordnete Abraham Clark schrieb an John Hart über zu besetzende Stellen in New Jerseys Delegation für den Kontinentalkongress und sagte, dass Stockton etwas getan hatte, was ihn ungeeignet für eine weitere Verwendung im Kongress erwiesen hätte: „Mr. Sergeant sprach von Rücktritt und Mr. Stockton kann nach seinen letzten Handlungen nichts tun.“
Stocktons Behandlung im New Yorker Gefängnis veranlasste den Kontinentalkongress eine Resolution anzunehmen, die George Washington anwies, die Umstände zu untersuchen und wenig später, am 3. Januar 1777, wurde Stockton ausgetauscht. Die US-Nationalarchive enthalten weitere Unterlagen, die zeigen, dass Washington ordnungsgemäß den britischen kommandierenden General Sir William Howe in New York bezüglich des Austausches oder der Freilassung von Stockton und anderen kontaktierte.
Sein Landsitz, Morven in Princeton (New Jersey) war während Stocktons Haftzeit von General Charles Cornwallis beschlagnahmt worden; seine Möbel, all seine Haushaltsgegenstände, seine Vorräte und sein Vieh waren von den Briten gestohlen oder zerstört worden. Seine Bibliothek, eine der besten der Kolonien, war verbrannt.
Der Mitunterzeichner Benjamin Rush schrieb in seiner Autobiografie: „In Princeton traf ich den Vater meiner Ehefrau, dessen gesamter Haushalt und dessen Vorräte von der British Army geplündert worden waren und der in New York gefangen gehalten, und wo ihm auf Ehrenwort gestattet wurde, zu seiner Familie zurückzukehren.“
John Sanderson und R. W. Pomeroy schrieben 1823: „Nach der Entlassung von Mr. Stockton war seine Verfassung so schwer beeinträchtigt, dass er niemals wieder in der Lage war, außer für gelegentliche Beratung und Unterstützung, bedeutende Dienste für sein Land zu leisten. Tatsächlich konnte er in den wenigen verbleibenden Jahren seines Lebens seine Gesundheit nie wieder vollständig herstellen.“
Im Dezember 1777 schwor Stockton erneut einen Treueeid auf die Vereinigten Staaten.

### Alter und Vermächtnis
Stockton und seine Ehefrau hatten sechs Kinder, vier Töchter und zwei Söhne: Julie Stockton (verheiratet mit Benjamin Rush, Mitunterzeichner der Unabhängigkeitserklärung der USA), Mary, Susan, Richard, Lucius und Abigail.
Stockton starb auf seinem Familienlandsitz in Princeton und wurde auf dem Stony Brook Quaker Meeting House-Friedhof in Princeton beigesetzt.
Stocktons ältester Sohn Richard war ein bekannter Rechtsanwalt und saß später für New Jersey im US-Senat. Dessen Sohn Robert war ein Held des Britisch-Amerikanischen Krieges von 1812, wurde 1846 der erste Militärgouverneur von Kalifornien und später US-Senator für New Jersey. Auch dessen Sohn John, Richard Stocktons Urenkel, gehörte dem Senat an.
1888 stiftete der Staat von New Jersey eine Marmorstatue von Stockton für die National Statuary Hall Collection des US-Kapitols. Er einer von nur sechs Unterzeichnern der Unabhängigkeitserklärung der USA die hier geehrt werden.
1969 erließ die Legislative von New Jersey ein Gesetz zur Einrichtung eines staatlichen Colleges, das nach Stockton benannt wurde, zu Ehren der Erinnerung an New Jerseys Unterzeichner der Unabhängigkeitserklärung der USA. „Richard Stockton College of New Jersey“ ist der heutige Name dieser Ausbildungseinrichtung, die zuvor unter den Namen „Stockton State College“ und „Richard State College“ bekannt war.